# Dina Barberini

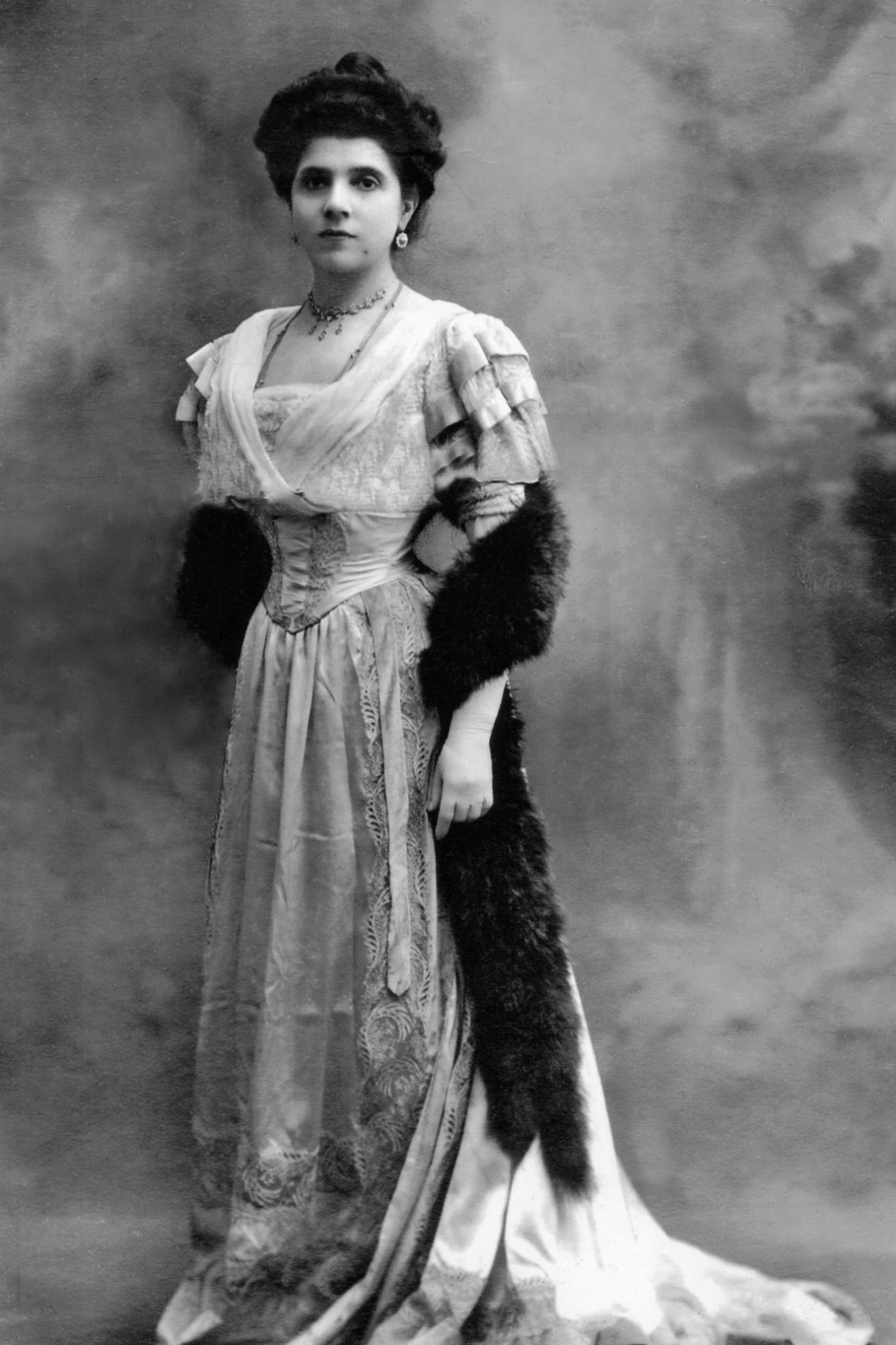
Dina Barberini

Dina Barberini (Tabiano Terme, 17 marzo 1862 – Milano, 26 dicembre 1932) è stata un soprano italiana.

## Biografia
Dina Barberini fu scoperta da Giuseppe Verdi che, durante un soggiorno a Tabiano Terme, frazione di Salsomaggiore Terme, la sentì cantare nell'oratorio dell'Albergo Grande e le consigliò di studiare canto. La giovane Dina Barberini seguì un corso gratuito di canto corale a Parma e il 14 febbraio 1881 il Consiglio direttivo le accordò un sussidio di 50 lire: "una volta tanto quale sovvenimento per recarsi a Milano a compiere gli studi di canto, ai quali per sue doti grandissime è portata, dando sicura aria di pronta riuscita".
S'iscrisse quindi al Conservatorio musicale di Milano, oggi Conservatorio Giuseppe Verdi, nella classe dove insegnava il soprano Teresa Brambilla.
Nel 1888 aveva diciotto anni, quando esordì a Novara, nella parte di Marguerite del Faust di Charles Gounod. Da questo inizio la sua carriera di soprano la portò al Teatro alla Scala (1888, Aida), al Teatro Regio di Torino (1889-1890, Gli ugonotti), al Teatro Carlo Felice di Genova, al Politama Genovese (1896, Aida), al Teatro dell'Opera di Roma, nei teatri di Lisbona e di Madrid e al Gran Teatre del Liceu di Barcellona (1889, Francesca da Rimini di Antonio Cagnoni). Cantò anche nei teatri di Oporto, di Malta, di Vienna, di Praga, di San Pietroburgo e di Mosca.
Gustav Mahler la chiamò al Teatro Imperiale di Odessa, ma il soprano, nel 1890, per ragioni si salute interruppe le recite. Arrigo Boito la diresse nel suo Mefistofele, opera da lui rivista e drasticamente ridotta, dopo una deludente prima. Dina Barberini cantò anche in concerti di musiche da camera: al Teatro Reinach di Parma, il 30 maggio 1910. Si esibì inoltre sotto la direzione di Arturo Toscanini. Verdi disse di lei: "Così si canta solo in Paradiso". Cantò in coppia col tenore Francesco Tamagno. Terminò la sua carriera a Montecarlo, poi fissò la sua residenza a Milano e negli ultimi anni ha impartito lezioni di canto in casa.
Il foyer del Teatro Nuovo di Salsomaggiore Terme è a lei intitolato.